# La Rialla
La Rialla: setmanari satírich humorístich y serio va ser una publicació que sortí a Reus el 1909.

## Història
Era un setmanari bilingüe que dirigia Pere Martí. Tenia uns objectius poc ambiciosos. En la seva presentació ens deia: "Estimats llegidors meus: per primera vegada me presento devant vostre, ab lo sol objecte de que's feu petar una rialla a costa meva, puig aquest es lo fi que persegueixo". Seguia tranquil·litzant els polítics de la ciutat, ja que: "no som [els redactors] homes d'armas tomar, puig som mitja dotzena de joves que s'han proposat cada dissabte divertirse en sos mals escrits y ferse petar una bona rialla". La presentació, ja prou descoratjadora, es va veure reafirmada al número 2, quan demanava disculpes "a los que se han considerado ofendidos", i aclarien que tots els aspectes satírics s'havien de considerar faules.

## Aspectes tècnics
En sortiren tres números, el primer el 12 de juny de 1909 i el tercer el 17 de juliol del mateix any. La redacció era al carrer de Tívoli 10 i 18, baixos. L'imprimia la Impremta Llovera, tenia 4 pàgines i es venia a 10 cèntims.

## Localització
- Biblioteca Central Xavier Amorós.[3]